# Lijst van nummer 1-hits in Australië in 2008
Deze hits stonden in 2008 op nummer 1 in de ARIA Charts, de bekendste hitlijst in Australië.
| Datum        | Artiest                     | Titel                |
| ------------ | --------------------------- | -------------------- |
| 6 januari    | Timbaland & OneRepublic     | Apologize            |
| 13 januari   | Timbaland & OneRepublic     | Apologize            |
| 20 januari   | Timbaland & OneRepublic     | Apologize            |
| 27 januari   | Leona Lewis                 | Bleeding love        |
| 3 februari   | Leona Lewis                 | Bleeding love        |
| 10 februari  | Leona Lewis                 | Bleeding love        |
| 17 februari  | Leona Lewis                 | Bleeding love        |
| 24 februari  | Rihanna                     | Don't stop the music |
| 2 maart      | Leona Lewis                 | Bleeding love        |
| 9 maart      | Rihanna                     | Don't Stop the Music |
| 16 maart     | Rihanna                     | Don't Stop the Music |
| 23 maart     | Rihanna                     | Don't Stop the Music |
| 30 maart     | Flo Rida & T-Pain           | Low                  |
| 6 april      | Flo Rida & T-Pain           | Low                  |
| 13 april     | Colbie Caillat              | Bubbly               |
| 20 april     | Gabriella Cilmi             | Sweet about me       |
| 27 april     | Flo Rida featuring T-Pain   | Low                  |
| 4 mei        | Madonna & Justin            | 4 Minutes            |
| 11 mei       | Madonna & Justin            | 4 Minutes            |
| 18 mei       | Madonna & Justin            | 4 Minutes            |
| 25 mei       | Gabriella Cilmi             | Sweet about me       |
| 1 juni       | Gabriella Cilmi             | Sweet about me       |
| 8 juni       | Gabriella Cilmi             | Sweet about me       |
| 15 juni      | Gabriella Cilmi             | Sweet about me       |
| 22 juni      | Jordin Sparks & Chris Brown | No air               |
| 29 juni      | Jordin Sparks & Chris Brown | No air               |
| 6 juli       | Jordin Sparks & Chris Brown | No air               |
| 13 juli      | Jordin Sparks & Chris Brown | No air               |
| 20 juli      | Katy Perry                  | I kissed a girl      |
| 27 juli      | Katy Perry                  | I kissed a girl      |
| 3 augustus   | Katy Perry                  | I kissed a girl      |
| 10 augustus  | Katy Perry                  | I kissed a girl      |
| 17 augustus  | Katy Perry                  | I kissed a girl      |
| 24 augustus  | Katy Perry                  | I kissed a girl      |
| 31 augustus  | Kid Rock                    | All summer long      |
| 7 september  | Kid Rock                    | All summer long      |
| 14 september | Kid Rock                    | All summer long      |
| 21 september | Lady Gaga & Colby O'Donis   | Just dance           |
| 28 september | P!nk                        | So what              |
| 5 oktober    | P!nk                        | So what              |
| 12 oktober   | P!nk                        | So what              |
| 19 oktober   | P!nk                        | So what              |
| 26 oktober   | Kings of Leon               | Sex on fire          |
| 2 november   | Kings of Leon               | Sex on fire          |
| 9 november   | Kings of Leon               | Sex on fire          |
| 16 november  | Kings of Leon               | Sex on fire          |
| 23 november  | Lady Gaga                   | Poker face           |
| 30 november  | Lady Gaga                   | Poker face           |
| 7 december   | Lady Gaga                   | Poker face           |
| 14 december  | Lady Gaga                   | Poker face           |
| 21 december  | Wes Carr                    | You                  |
| 28 december  | Lady Gaga                   | Poker face           |